# Joachim Murat (1856-1932)
Pour les articles homonymes, voir Joachim Murat (homonymie) et Murat.
Pour les autres membres de la famille, voir Maison Murat.
Joachim Napoléon Murat, 5e prince Murat, né le 28 février 1856 au château de Grosbois à Boissy-Saint-Léger et mort le 2 novembre 1932 au château de Chambly à Chambly, fils de Joachim Murat (1834-1901), 4e prince Murat, et de sa femme Malcy Louise Caroline Frédérique Berthier de Wagram, est le chef de la maison Murat. Proche de ses cousins, le prince impérial Louis Napoléon et le prince Victor Napoléon, c'est également l'un des chefs du parti bonapartiste durant la Belle Époque et l'Entre-deux-guerres.

## Biographie
Descendant du maréchal Joachim Murat et de son épouse Caroline Bonaparte, le prince Joachim passe une enfance dorée durant le Second Empire. Surnommé « Chino », Joachim est l’un des rares compagnons de son cousin, le prince impérial Louis-Napoléon, qu’il retrouve chaque dimanche durant son enfance.
Avec la guerre franco-prussienne de 1870 et la chute de Napoléon III, Joachim et ses parents quittent la France pour accompagner la famille impériale dans son exil. Mais, une fois la paix revenue, les Murat reviennent régulièrement en France, où ils servent à plusieurs reprises d’intermédiaire entre l’empereur déposé (puis son fils) et les bonapartistes. 
Désireux d’embrasser la carrière militaire, comme son père et de nombreux membres de sa famille avant lui, le prince Joachim échoue à l’examen d’entrée de Saint-Cyr en 1876. Pour le consoler, son cousin l’invite alors pour un voyage à travers l’Italie durant lequel ils visitent les différents sites des batailles de la Campagne d’Italie.  
Après la mort du prince impérial, Joachim Murat continue à s’impliquer dans la vie du mouvement bonapartiste. En 1911, il est ainsi nommé vice-président du « comité politique plébiscitaire » (nom du parti bonapartiste) par son cousin le prince Victor Napoléon, qui en est lui-même le président.
Après la Première Guerre mondiale, alors que le prince Victor Napoléon perd peu à peu tout espoir de restauration impériale, Joachim reste une figure importante du mouvement bonapartiste, poussant son cousin à continuer à soutenir les militants. En 1924, Joachim est ainsi nommé vice-président du journal La Volonté nationale. Battu aux élections législatives de 1924, il participe toutefois à la création du « parti de l’Appel au peuple », dont il est l’un des triumvirs.
Éleveur de chevaux de course, il devient président de la Société des Steeple-Chases de France en 1909, ainsi que membre du Jockey Club et de la Société d'Encouragement pour l'Amélioration des races de chevaux en France.

## Famille

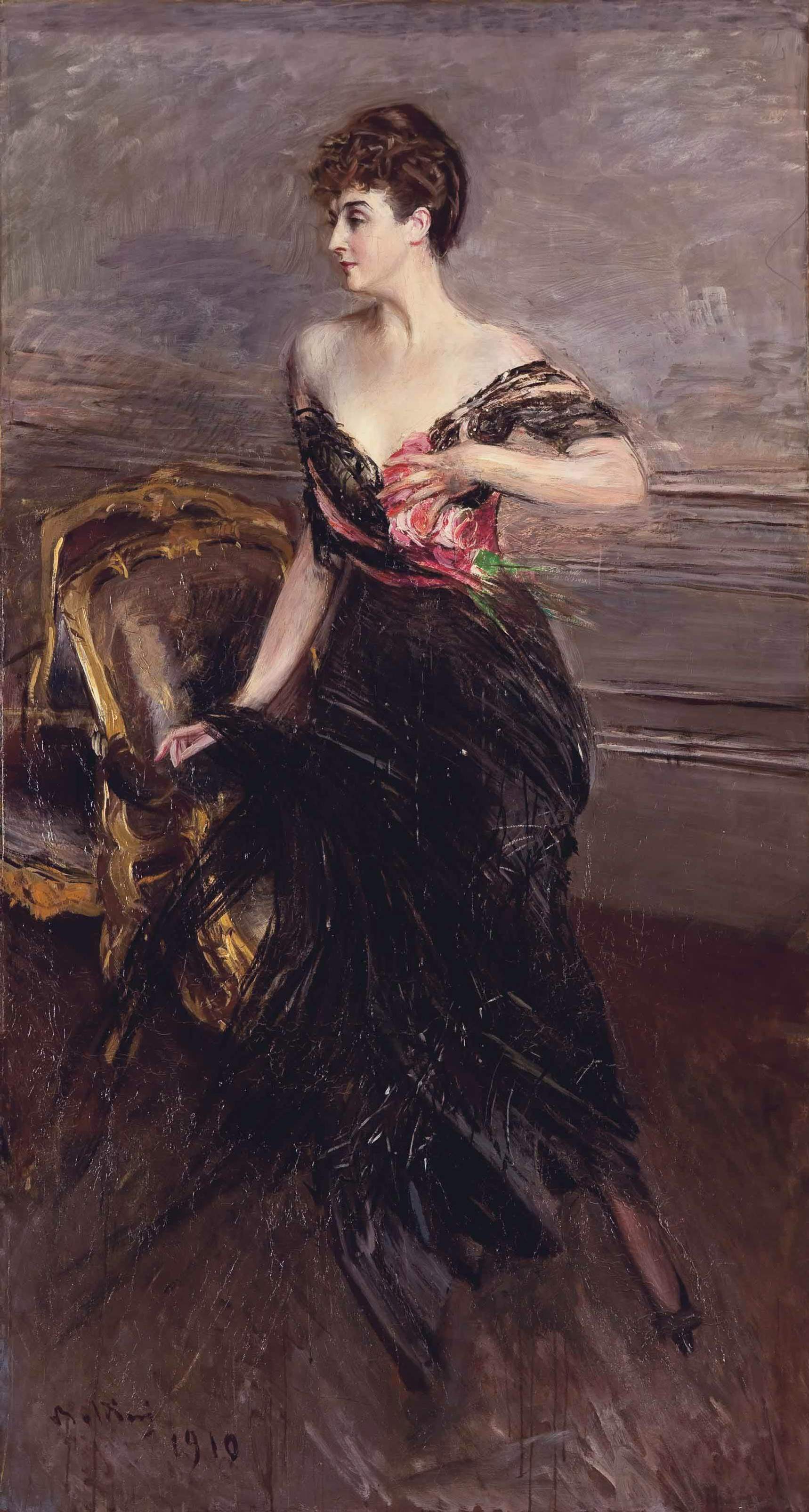
Cécile Murat, née Ney d'Elchingen (1867-1960) (Giovanni Boldini, 1910)

Il épouse à Paris civ. le 8 mai 1884 et rel. le 10 mai 1884 Marie Cécile Micaëla Ney d'Elchingen (Rocquencourt, 28 août 1867 - Paris, 11 février 1960), fille de Michel-Aloys Ney et de sa femme Paule Furtado-Heine, fille de Cécile Furtado-Heine. De ce mariage naissent huit enfants : 
- Joachim Napoléon Michel Murat (1885-1938), 6e prince Murat
- Marguerite Malcy Caroline Alexandrine Murat (Paris, 28 novembre 1886 - Paris, 6 février 1956), mariée à Paris civ. le 1 et rel. le 2 juillet 1912 avec Jules Marie Edgard, baron Lejeune (Trois-Moutiers, 31 janvier 1881 - mort en combat pendant la Première Guerre mondiale à Bailleul le 23 novembre 1914)
- Pierre Murat (Paris, 1887 - Paris, 1888)
- Alexandre Michel Eugène Joachim Napoléon Murat (Rocquencourt, 12 septembre 1889 - Paris, 27 août 1926), marié à Paris le 14 septembre 1920 avec Noëlle Marie Yvonne Gillois (Fontainebleau, 20 décembre 1894 - Paris, 9 juillet 1961), fille du colonel Maurice Gillois (1857-19..)[6], dont : 
  - Laetitia Marie Cécile Marcelle Murat (Paris, 25 juillet 1921 - 9 mars 2009), mariée en premières noces à Paris le 11 et rel. le 16 juillet 1946 avec Charles Codman (Boston, comté de Suffolk, Massachusetts, 26 janvier 1922 - Paris, 16 août 1946), et mariée en deuxièmes noces à Paris le 31 mai 1948 avec François Raymond Odon Marie, comte de Lubersac (Paris, 1 octobre 1908 - Paris, 10 mars 1981)
  - Caroline Cécile Alexandrine Jeanne Murat (Paris, 10 décembre 1923 - Neuilly, 25 mai 2012), mariée à Bowling Green le 24 juin 1960 avec Raymond Richard Guest (Manhattan, New York, comté de New York, New York, 25 novembre 1907 - Fredericksburg, 31 décembre 1991)
  - Napoléon Joachim Louis Maurice Murat (Paris, 15 juillet 1925 - Paris, 12 décembre 1998), marié civ. à Paris le 1 et rel. à Luynes le 4 juin 1960 Inès Symone Jeanne Marie Thérèse Charlotte d'Albert de Luynes (Paris, 28 juillet 1939 - Paris, 21 mars 2013), dont : 
    - Nathalie Laetitia Jeanne Yvonne Marie Murat (Neuilly, 5 avril 1961), mariée à Paris civ. le 4 et rel. le 5 février 1983 Robert Marie Pie Benoît, comte de Nicolay (Neuilly, 17 février 1952)
    - Véronique Elisabeth Marie Murat (Neuilly, 1 novembre 1962), mariée à Silly-Tillard le 2 janvier 1984 avec Edmond Hubert Pierre Marie, comte de La Rochefoucauld (Neuilly, 5 février 1951)
    - Laure Marie Caroline Murat (Neuilly, 4 juin 1967), non mariée et sans descendance
    - Alexandre Joachim Philippe Murat (Neuilly, 15 mai 1972), marié à Silly-Tillard le 8 juillet 2000 avec Fanny Ghislaine Billaux (Seclin, 16 mars 1974), dont une fille et un fils
- Charles Michel Joachim Napoléon Murat (Paris, 16 juin 1892 - Mohammedia, Maroc, 24 novembre 1973), marié à Paris le 5 juillet 1929 (div. 1939, remarié à Manhattan, New York, comté de New York, New York, 25 septembre 1945) Margaret Rutherfurd (Manhattan, New York, comté de New York, New York, 11 novembre 1891 - Paris, 10 février 1976), sans postérité
- Paul Jérôme Michel Joachim Napoléon Murat (Rocquencourt, 30 septembre 1893 - Paris, 29 juillet 1964), marié à Paris civ. le et rel. le 11 novembre 1919 avec Solange Isabelle Anne Marie de La Rochefoucauld (Paris, 12 août 1894 - Paris, 11 juillet 1955), dont : 
  - Jean Louis Marie Xavier Joachim Napoléon Murat (Paris, 4 septembre 1920 - Fontainebleau, Paris, 22 février 2004), ingénieur, marié à Paris civ. le 7 et rel. le 20 octobre 1948 avec Isabelle Henriette Christiane Gabrielle Marie d'Harcourt (Larache, Maroc, 1 janvier 1927 - Paris, 23 avril 1993), dont : 
    - Pierre Charles Marie Jean Joachim Napoléon Murat (Neuilly-sur-Seine, 17 octobre 1949), marié civ. à Paris le 19 et rel. à Aulnay-la-Rivière le 24 juin 1978 avec Chantal Hélène Marie Caillat (Paris, 4 mai 1954), dont une fille et un fils
    - Xavier Paul Marie Bruno Joachim Napoléon Murat (Casablanca, Maroc, 16 juillet 1951 - Fedala, Maroc, 30 septembre 1951)
    - Leïla Marie Isabelle Solange Monique Anne Murat (Boulogne-Billancourt, 17 mars 1953), mariée en premières noces à Dole le 17 mars et rel. à Aulnay-la-Riviere le 2 mai 1974 (div. Paris, 12 octobre 1981) Olivier Édouard Duhamel (Paris, 2 mai 1951) et mariée en deuxièmes noces à Paris le 30 janvier 1982 avec Sherif Mahmoud El Hakim (Meadi Halwan, Le Caire, Égypte, 17 août 1943)
    - Laura Marguerite Marie Cécile Gilone Murat (Boulogne-Billancourt, 20 septembre 1954), mariée en premières noces à Pithiviers le 10 avril 1979 (div. Paris, 5 décembre 1986) Bruno Claude Daniel Bailly (Pithiviers, 19 mars 1955) et mariée en deuxièmes noces à Fontainebleau le 16 juillet 1988 avec Thierry Emmanuel, comte de Montalambert (Ancourt, 7 septembre 1949)
    - Bernard Pierre Marie François Paul Joachim Napoléon Murat (Neuilly-sur-Seine, 20 janvier 1959), marié civ. à Aulnay le 29 juin 1996 et rel. à Paris le 7 septembre 1997 avec Svetlana ...vna Rojkova (Moscou, 16 mai 1970), dont trois fils
    - Jérôme-Paul Louis Marie Joachim Napoléon Murat (Neuilly-sur-Seine, 2 avril 1966), non marié et sans postérité
- Louis Marie Michel Joachim Napoléon (1896-1916)
- Jérôme Gaëtan Michel Joachim Napoléon Murat (Paris, 1 février 1898 - Saint-Pierre, Martinique, 27 novembre 1992), marié en premières noces à Paris civ. le 25 et rel. le 27 novembre 1922 (div.) avec Florence Henriette Jeanne Marie Nicole de l'Espée (Reims, 14 janvier 1898 - Paris, 14 janvier 1985) et marié en deuxièmes noces civ. à Opio le 21 septembre 1984 et rel. à Paris le 18 janvier 1985 avec Marie (Colombe) Cherubini (Bastia, 1 avril 1930), dont : 
  - André Louis Jean Joachim Napoléon Murat (Paris, 9 avril 1925 - Paimpol, 7 octobre 1997), marié à Casablanca, Maroc, le 25 avril 1951 avec Jeannine Guézellou (Morlaix, 25 juillet 1923 - Paimpol, 16 août 2003), dont : 
    - Alexandra Cécile Marie Florence Murat (Paris, 21 janvier 1955), mariée avec Denis Aigret
    - Isabelle Laetitia Marie Louise Murat (Paris, 24 mai 1956), mariée à Bréhat le 12 mars 1983 John Pearce (Paddington, Australie, 20 janvier 1950)
    - Malcy Nicole Antoinette Marie Noëlle Murat (Paris, 25 décembre 1959 - Rennes, 10 octobre 1992), non mariée et sans postérité

  - Cécile Malcy Yvonne Marie Geneviève Murat (Paris, 26 mai 1931 - Paris, 20 avril 2018), mariée à Paris civ. le 29 mai et rel. à 1 juin 1957 avec Philippe Charles Max Gutzwiller (Versailles, 11 novembre 1926 - 30 mars 2010)

## Publication
- Joachim Murat et Paul Le Brethon (éd. scient.), Lettres et documents pour servir à l'histoire de Joachim Murat, 1761-1815, Plon-Nourrit et Cie, Paris, 1908.

## Distinctions
- Officier de la Légion d'honneur